# Everybody Digs Bill Evans
Everybody Digs Bill Evans è il secondo album in studio del musicista statunitense Bill Evans, pubblicato nel 1959.

## Tracce
1. Minority (Gigi Gryce) – 5:23
2. Young and Foolish (Albert Hague, Arnold B. Horwitt) – 5:54
3. Lucky to Be Me (Leonard Bernstein, Betty Comden, Adolph Green) – 3:41
4. Night and Day (Cole Porter) – 7:35
5. Tenderly (Walter Gross) – 3:34
6. Peace Piece (Bill Evans) – 6:44
7. What Is There to Say? (Vernon Duke, Yip Harburg) – 4:55
8. Oleo (Sonny Rollins) – 4:09
9. Epilogue (Bill Evans) – 0:41

Traccia Bonus
1. Some Other Time (Leonard Bernstein, Betty Comden, Adolph Green) – 6:09

## Formazione
- Bill Evans - piano
- Sam Jones - basso
- Philly Joe Jones - batteria